# الطائر الشيطان
الطائر الشيطان، Ulama، هو طائر مخيف يعيش في سريلانكا. نادرا ما يرى هذا المخلوق، ولكن كثيرا ما نسمعه، حيث يشبه صرخاته كصرخات نحيب امرأة، وينظر له السكان المحليين على انه نذير الموت. ولقرون عديدة، كانت صرخات طائر الشيطان في الليل هي الدليل الوحيد على وجودها، وإلا كانت ستكتب مجرد خرافات!! وتم التعرف على طيور الشيطان كنوع جديد من البومة، ذات البقعة ذو بطن نسر، وهي أكبر من كل البوم السريلانكية، ولكن البقعة ذو بطن نسر تقف كمصدر الأكثر إلحاحا للإلهام لهذا المخلوق الغامض.